# Comité de suivi contre les violences sexistes et sexuelles de La France insoumise
Le comité de suivi contre les violences sexistes et sexuelles de La France insoumise est une structure créée en décembre 2018 se proposant d’être un lieu d’écoute, d’aide et d’orientation des membres de ce mouvement politique, victimes ou témoins d’actes de violences de ce type. Il est dirigé initialement par Danielle Simonnet puis par Sarah Legrain à partir de décembre 2020.

## Historique
En 2018, dans le contexte du mouvement MeToo, des militantes féministes de La France insoumise (LFI), comme Amandine Fouillard ou Prune Helfter-Noah, demandent une cellule d’écoute des femmes  « dont les membres ne seraient pas des cadres du parti ». Pour elles, cette condition permet « d’éviter que les intérêts politiques ne prennent le pas sur celui des victimes. ». Cette proposition d'organisation n'est pas suivie d'effet, mais un comité de suivi contre les violences sexistes et sexuelles (CVSS) est créé au sein de LFI en décembre 2018.
Danielle Simonnet, proche de Jean-Luc Mélenchon, en assure la mise en place et la direction, sous la dénomination du pôle d’écoute et de vigilance contre les violences sexistes et sexuelles », une structure qui deviendra le CVSS. Le comité est composé uniquement de femmes. Lorsque des victimes alléguées  saisissent le comité, deux personnes enquêtent alors sur les faits dénoncés. Elles peuvent accompagner la victime qui souhaite judiciariser son affaire et proposent d'éventuelles sanctions au comité de respect des principes de LFI qui décide de la suite à donner . Sarah Legrain est membre du Comité depuis décembre 2020 et prend la suite de Danielle Simonnet.
En juin 2020, le Comité de suivi contre les violences sexistes et sexuelles mentionne le traitement de 17 cas de violences sexistes et sexuelles constatés au sein de La France insoumise. Dix militants ont été exclus et une procédure est en cours pour un des cadres du mouvement.
En juillet 2022, à la suite des affaires Taha Bouhafs et Éric Coquerel, Jean-Luc Mélenchon prend ses distances avec le CVSS : « On pensait avoir trouvé la solution en mettant en place ce comité. Mais dans la pratique, on voit bien que ce n’est pas encore satisfaisant (...) Décider de croire la parole des femmes est un choix arbitraire mais nous l’assumons. Mais ça ne peut suffire ».
Dans un article-enquête du Monde, en septembre 2022, Hélène Franco, magistrate et ancienne militante aux côtés de Jean-Luc Mélenchon, déclare au sujet du CVSS de La France insoumise : « Il faut être francs, ce comité est devenu au fil du temps un rasoir à deux lames. La première sert à dire à l’extérieur que l’on s’occupe du sujet et évite que l’on dépose plainte. La seconde, c’est pour dégager les emmerdeurs, ceux qui veulent des places ou contestent le fonctionnement interne. C’est le cas Guénolé ». Pour la magistrate Isabelle Lonvis-Rome, ministre chargé des Droits des femmes, le CVSS « constitue in fine un huis clos qui étouffe la parole des victimes au lieu de la libérer » .

## Chronologie des affaires

### Thomas Guénolé
Le politologue Thomas Guénolé quitte La France insoumise en avril 2019, accusé de harcèlement sexuel par le CVSS. Il dénonce des « méthodes staliniennes » utilisées pour empêcher ses critiques sur le fonctionnement de LFI. En février 2020, Thomas Guénolé porte plainte pour diffamation non publique contre Danielle Simonnet, auteure du rapport interne au parti l'ayant accusé de « harcèlement sexuel ». Le 9 novembre 2020, Danielle Simonnet ayant plaidé la vérité des faits, le tribunal de police de Paris rejette son offre de preuves, constatant donc l'absence de preuve pour accuser Thomas Guénolé, mais relaxe Simonnet au motif de la bonne foi,.

### Ugo Bernalicis
Selon Mediapart le député LFI Ugo Bernalicis a fait l'objet d'un rapport, resté sans suite, pour des comportements problématiques à l'égard d'une femme en 2019,,.

### Taha Bouhafs
En mai 2022, Taha Bouhafs, à la suite d'une entrevue avec Mathilde Panot et Clémentine Autain, renonce à sa candidature aux législatives, se présentant comme victime d’un harcèlement raciste. Ultérieurement, le Comité de suivi contre les violences sexistes et sexuelles de LFI affirme avoir reçu, quelques jours auparavant, un « témoignage relatant des faits supposés de violence sexuelle». Les faits exacts reprochés ne sont pas communiqués à Taha Bouhafs,. En mars 2023, il est annoncé qu'une des deux accusatrices de Taha Bouhafs retire son témoignage auprès du Comité de suivi des violences sexuelles et sexistes,. En juin 2023, La France insoumise met un terme à la procédure du Comité de suivi contre les violences sexistes et sexuelles sans décider d'une sanction. Taha Bouhafs indique ne pas vouloir réintégrer LFI.

### Éric Coquerel
Alors que Sophie Tissier, ancienne proche du Parti de gauche, accuse Éric Coquerel de « gestes déplacés » lors d’une soirée dansante en boîte de nuit en 2014, le comité, saisi le 3 juillet 2022, prend sa défense indiquant n'avoir jamais reçu de signalement permettant de vérifier les rumeurs de comportements déplacés envers les femmes,.

### Adrien Quatennens
Le CVSS n'a pas été contacté par la femme d'Adrien Quatennens. Il ne s'est pas auto-saisi de cette affaire de violences conjugales,.

### Ersilia Soudais - Damien Cassé
À la suite de la plainte du 2 mars 2024 pour viol de la députée Ersilia Soudais  à l'encontre de son compagnon Damien Cassé, tous deux membres de LFI, une enquête de flagrance a été engagée par le parquet de Meaux. Par ailleurs, à la suite de la saisie du CVSS.  .par Ersilia Soudais, le militant a été exclu de LFI « à titre conservatoire ». Damien Cassé conteste ces accusations. La plainte pour viol est classée sans suite pour absence d’infraction par le parquet de Meaux en août 2024. Celui-ci a déposé plainte contre son accusatrice pour dénonciation calomnieuse, qui sera jugée pour ces faits en Avril 2026. Damien Cassé a cependant été jugé pour harcèlement moral. Le procès a eu lieu le 21 Mai 2025, et le délibéré a été rendu le 11 Juin 2025. Damien Cassé a été relaxé des accusations portées contre lui par le tribunal de Meaux

### Hugo Prevost
Le député Hugo Prevost est exclu groupe parlementaire de la France insoumise le 8 octobre 2024 à la suite du signalement par le CCVS, en septembre, de « faits graves à caractère sexuel pouvant relever d’infractions pénales » le concernant,. Le 9 octobre, il annonce sa démission de son mandat de député.

### Note
1. ↑  En décembre 2022, après avoir été condamné à quatre mois de prison avec sursis pour « violences sur conjoint », Adrien Quatennens est suspendu du groupe LFI à l’Assemblée nationale pour quatre mois[17],[18].

## À voir